# Pearl Jam
Pearl Jam ist eine US-amerikanische Rockband, die Anfang der 1990er-Jahre unter anderem mit Nirvana den Grunge populär machte. Sie ist die einzige der großen Seattle-Bands des Grunge, die seitdem kontinuierlich besteht und Alben produziert. Allerdings sind ihre Wurzeln nicht nur im Grunge zu finden. Vielmehr wurde Pearl Jam sehr vielfältig beeinflusst. Auch die Musik von Pearl Jam ist deutlich diverser und nicht ausschließlich dem Genre des Grunge zuzuordnen.
Ende 2016 wurde Pearl Jam in die Rock and Roll Hall of Fame aufgenommen. In einer Leserumfrage des Magazins Rolling Stone wurde Pearl Jam auf Platz 8 der „Top Ten Live Acts of All Time“ gewählt.

## Bandgeschichte

### Vorgeschichte / Anfänge
Die ersten musikalischen Versuche unternahmen Stone Gossard und Jeff Ament in der Band Green River; die Gruppe sollte sich jedoch schon bald auflösen. Aus der einen Hälfte der Mitglieder entstand Mudhoney, aus der anderen (Stone Gossard und Jeff Ament) Mother Love Bone. Noch vor der Veröffentlichung der zwei Studio-Alben Apple und Shine starb der Mother-Love-Bone-Sänger Andrew Wood an einer Überdosis Heroin. Unter dem Eindruck seines Todes veröffentlichte der damalige Mitbewohner von Wood, Chris Cornell (Soundgarden und Audioslave), einige Zeit später das Album Temple of the Dog zusammen mit den späteren Pearl-Jam-Musikern.
Nach einer Trauerphase entschlossen sich Stone Gossard und Jeff Ament, weiterhin Musik zu machen, und jammten zusammen mit dem Gitarristen Mike McCready, den Gossard schon seit einiger Zeit kannte und dann auf einer Party wiedertraf. In der Folge entstand ein Demotape, auf dem Matt Cameron (damals Soundgarden, von 1998 bis 2025 bei Pearl Jam) als Schlagzeuger aushalf. Dieses Demotape landete durch Jack Irons (früher Red Hot Chili Peppers) bei dessen Freund Eddie Vedder, der damals in San Diego lebte. Vedder war in der Musikszene von San Diego kein Unbekannter; er hatte bereits in mehreren Bands gespielt, unter anderem bei Bad Radio.
Angeblich hörte er sich das Tape bei seiner Nachtschicht in einer Tankstelle an, ging am darauffolgenden Morgen zum Surfen an den Strand und schrieb danach die Texte zu den Instrumentals auf dem Tape, besang es und schickte es zurück nach Seattle. Später sollten diese unter den Namen Alive, Once (auf Ten) und Footsteps (B-Seite der Single Jeremy) bekannt werden. Eddie Vedder bezeichnete die Songs später als „3-Song-Minioper“ und gab ihr den Namen Momma-Son. Von der Stimme und der Energie waren Stone Gossard, Jeff Ament und Mike McCready so begeistert, dass sie Eddie Vedder sofort nach Seattle einluden. Während des Fluges nach Seattle schrieb Vedder den Text zu dem Song Black.
Die Band probte in der darauf folgenden Zeit viel, und es entstand eine beachtliche Menge an Songs. In dieser Zeit wurde auch das Temple-of-the-Dog-Album fertiggestellt, auf dem Eddie Vedder die Co-Vocals auf der Single Hunger Strike und den Backgroundgesang auf Pushing Forward back übernahm.
Zunächst nannte sich die Band Mookie Blaylock, nach dem NBA-Aufbauspieler der New Jersey Nets und Atlanta Hawks mit der Rückennummer 10 (Ten, dem Titel des Debütalbums). Der endgültige Bandname entstand, nach Aussage Vedders in frühen Interviews, als Reminiszenz an seine indianische Urgroßmutter Pearl, die es verstand, Marmelade (Jam) mit halluzinogener Wirkung zuzubereiten. Diese Geschichte darf jedoch stark angezweifelt werden. Die Urgroßmutter Pearl gab es zwar, jedoch konnten noch keine indianischen Vorfahren in Vedders Familie nachgewiesen werden. Am plausibelsten ist es wohl, diese mysteriöse Geschichte einfach als kleine Anekdote zu sehen, die sich Vedder als Rechtfertigung für den Bandnamen überlegt hatte, um den neugierigen Reportern eine Story zu liefern. Ein weiterer Erklärungsansatz ist, dass Jeff Ament die Idee zu dem Namen hatte, nachdem er ein Konzert von Neil Young besucht hatte, in dem Young seine Songs in sehr langen Versionen spielte („jamte“); vermutlich stimmt aber auch diese Geschichte nicht.

### Debütalbum Ten
Da Jeff Ament und Stone Gossard durch ihre Zeit mit Mother Love Bone noch Kontakte zu Sony hatten, sollte schon bald das erste Album Ten entstehen. Um vollständig zu sein, benötigte die Band jedoch, da Jack Irons damals aufgrund seines Engagements bei der Band Eleven absagte, noch einen Schlagzeuger. Dieser wurde mit Dave Krusen gefunden, der allerdings nach dem Ende der Aufnahmen zu Ten seinerseits durch Matt Chamberlain abgelöst wurde. Krusen hatte sich damals selbst aufgrund seiner Alkoholprobleme zu einer Therapie entschieden. Aber auch Chamberlain verließ die Band nach nur wenigen Auftritten wieder. Er wurde durch Dave Abbruzzese ersetzt.
Ten, das nach der Rückennummer des NBA-Spielers Mookie Blaylock benannt wurde, verkaufte sich zunächst schleppend. Doch im Zuge des kommerziellen Erfolges von Nirvanas Nevermind und mit dem steigenden Hunger nach Seattle-Bands stieg der Verkauf rasch an. Bis heute wurde Ten alleine in den USA mehr als 13 Millionen Mal verkauft. In den Billboard-Charts hielt sich das Album nahezu fünf Jahre.
Umfangreiches Touren und der weltweite Grunge-Boom gingen einher mit steigender Popularität der Band. Die beiden Singles Alive und Even Flow waren sehr erfolgreich, der größte Hit der Band wurde aber die dritte Single Jeremy. Der Song erzählt wie viele andere Songs von Pearl Jam auch von einer wahren Begebenheit: der Schüler Jeremy wird von seinen Mitschülern gemobbt und erschießt sich deshalb mit einer mitgebrachten Pistole vor den Augen seiner Mitschüler. Es wurden fast eine Million Exemplare verkauft und 1993 gewann das Video zum Song vier MTV Video Music Awards, darunter den Preis für das beste Video des Jahres. Damit waren Pearl Jam die erfolgreichste Band bei dieser Verleihung.

### Superstars der Grunge-Ära

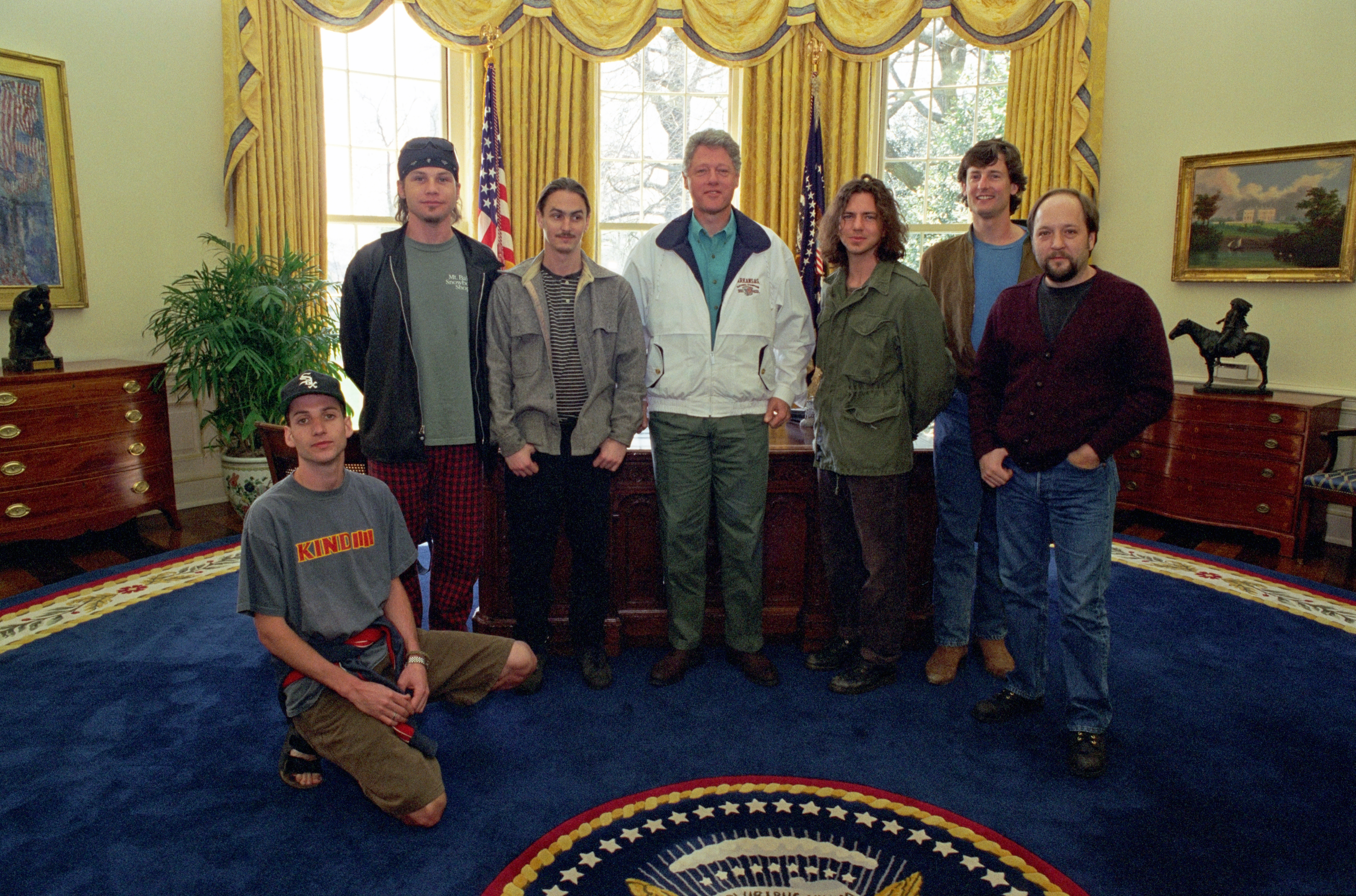
Pearl Jam mit Präsident Bill Clinton im Weißen Haus (1994)

Da die Band – vor allem Eddie Vedder – vom unerwarteten Ausmaß ihres Erfolges und dem Leben im Rampenlicht überfordert war, fasste sie den Entschluss, keine weiteren Musikvideos mehr zu veröffentlichen. Jeremy sollte sechs Jahre lang das letzte Video der Band bleiben.
1993 ging die Band mit einem neuen Drummer (dem Texaner Dave Abbruzzese) und dem Produzenten Brendan O’Brien, ins Studio, um den Nachfolger zu Ten einzuspielen. Das Album Vs. verkaufte sich in der Woche der Veröffentlichung über 950.000 Mal und stellte damit einen Rekord auf, der mehrere Jahre hielt. Das Album enthält u. a. die Songs Go, Daughter, Animal und Dissident. Der Erfolg machte der Band zu schaffen, insbesondere Eddie Vedder hatte mit der Popularität der Band zu kämpfen. Der Versuch, die Band aus dem Rampenlicht zu ziehen, gelang nur teilweise.
Das dritte Album Vitalogy wurde 1994 veröffentlicht. Die Aufnahmen waren von Konflikten überschattet, die den Fortbestand der Band gefährdeten: Drummer Abbruzzese wurde entlassen, statt Stone Gossard setzte sich Vedder als Bandleader durch, McCready kämpfte mit Drogenproblemen. Mit dem Album entwickelte sich die Band musikalisch in eine deutlich andere Richtung als die ersten beiden Alben. Waren diese von überwiegend Mainstream-tauglichen Rocksongs geprägt, fiel Vitalogy dunkler, rauer und auch abwechslungsreicher aus. Die musikalische Weiterentwicklung wurde positiv aufgenommen, kommerziell war Vitalogy erfolgreich und verkaufte sich über 5 Millionen Mal.
Nach dem Selbstmord von Kurt Cobain im April 1994 war Pearl Jam die erfolgreichste existierende Grungeband der Welt, reagierte darauf aber mit dem kompletten Rückzug aus der Öffentlichkeit. Interviews wurden nicht mehr gegeben. Ein jahrelanger Rechtsstreit mit dem amerikanischen Konzertkarten-Monopolisten Ticketmaster begann. Pearl Jam warf dem Konzern vor, seine marktbeherrschende Position zu missbrauchen und die Karten durch extrem hohe Aufschläge zu fast unerschwinglichen Preisen zu verkaufen. Pearl Jam verlor den Prozess, konnte aber als Erfolg verbuchen, dass Ticketmaster in Zukunft die Servicegebühren getrennt vom eigentlichen Ticketpreis angeben musste und dadurch die Preisgestaltung für die Konzertbesucher transparenter war.
In den folgenden Jahren versuchte Pearl Jam, mehrere Tourneen mit unabhängigen Konzertveranstaltern zu organisieren. Exklusivverträge von Ticketmaster mit einem Großteil der geeigneten Veranstaltungsorte führten dazu, dass die Versuche weitgehend erfolglos blieben.

### Die letzten Überlebenden
Bereits während der Aufnahmen zu Vitalogy verließ Drummer Dave Abbruzzese die Band, weil sich seine Vorstellungen immer weiter von denen der anderen Mitglieder entfernten. Ersetzt wurde er von Ex-Red-Hot-Chili-Peppers-Drummer Jack Irons, der bereits im Jahre 1990 zwischen Vedder und Stone vermittelt hatte und so eine Rolle bei der Gründung der Band spielte. Jack Irons spielte ein Stück (Hey Foxymophandlemama, That’s Me) auf der Vitalogy-Platte ein und ging mit auf die nachfolgende Tour.
Pearl Jam spielte regelmäßig Songs von Neil Young auf ihren Konzerten, vor allem Eddie Vedder pflegt eine gute Freundschaft mit ihm. 1995 kam es zu einer Zusammenarbeit im Studio. Die Stücke stammten von Young, Pearl Jam fungierte als Begleitband. Das Resultat war das Album Mirror Ball, welches unter Neil Youngs Namen veröffentlicht wurde, da Young und Pearl Jam bei unterschiedlichen Plattenfirmen unter Vertrag waren. In den gleichen Aufnahmesessions entstanden auch die von Vedder geschriebenen Songs I Got Shit (das auf dem Cover als I Got Id aufgeführt ist) und Long Road. Die Single, auf der Neil Young Gitarre und Orgel spielt, erschien im Jahr 1995 als Output von Pearl Jam unter dem Namen Merkinball.
Nach der Single Who You Are erschien im Sommer 1996 das Album No Code. Die Band präsentierte sich darauf experimenteller und breiter instrumentiert. Das Album fand beim Publikum wenig Anklang: Nach einem Einstieg auf Platz 1 der Billboard-Charts verkaufte es sich deutlich schlechter als die vorherigen Alben. Eine Rolle spielte auch die Vermarktung: es gab keine Videos und wenig Promotion. Für Fans war es durch den Ticketmaster-Boykott der Band schwierig, Konzerttickets zu bekommen.
Den Sommer 1997 verbrachte die Band wieder im Studio und arbeitete am Nachfolger Yield. Das Album hatte bereits wenige Monate nach seinem Erscheinen am 3. Februar 1998 dreimal so viel Einnahmen eingespielt wie der ruhigere Vorgänger. Musikalisch war der Sound deutlich rauer und gitarrenlastiger als beim Vorgängeralbum. Erstmals seit 1992 erschien mit Do the evolution wieder ein Video, dessen Zeichentrick-Clip einen eindringlichen Appell an die Menschheit enthielt: Take care, death is not the answer.
Als Ersatz für den bei der Sommertour 1998 ausgestiegenen Drummer Irons wurde Matt Cameron (Ex-Soundgarden) verpflichtet, der bereits auf dem Live-Album Live on Two Legs spielte. Seinen ersten Studio-Beitrag leistete er auf der ursprünglich als Weihnachts-Fanclub-Single gedachten Cover-Version von Last Kiss von Wayne Cochran, die später auch offiziell als Benefizsingle zur Kosovo-Krise erschien und bis heute den größten Single-Erfolg der Band darstellt.

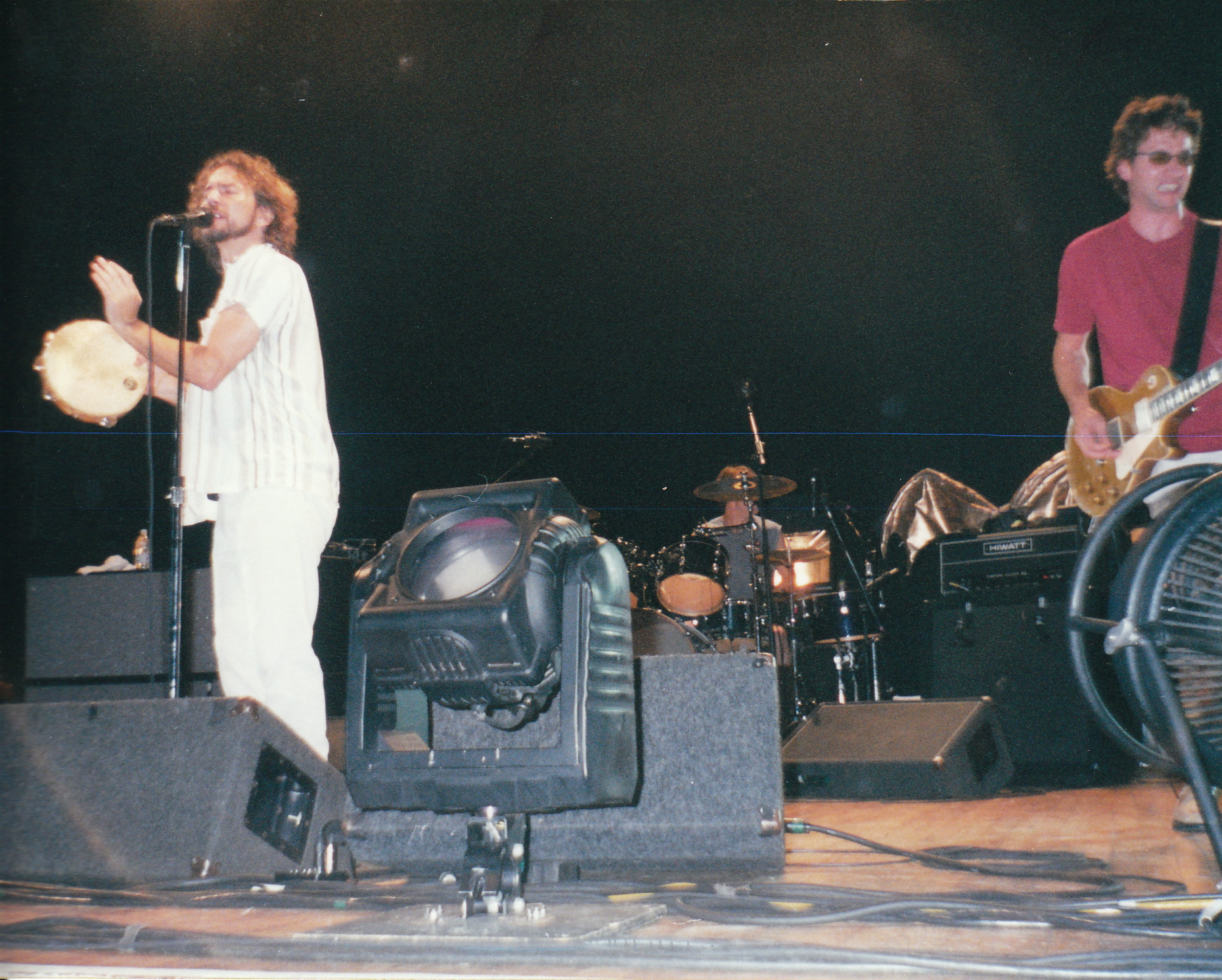
Pearl Jam (2000)

Mit Binaural präsentierten Pearl Jam im Mai 2000 eine lockere, ausgesprochen poppige Platte, die in der Stärke an Ten erinnerte. Die Singles Nothing as It Seems, Light Years und Thin Air kündeten eindrucksvoll vom Songwriting der Bandmitglieder, der Sound geriet mittels eines besonderen Aufnahmeverfahrens, bei dem zwei Mikrofone in einen Kunstkopf integriert werden, zu einem besonderen Hörerlebnis.
Auf der folgenden Europatournee wurde jedes Konzert aufgezeichnet und als Bootleg veröffentlicht, so dass den Fans der Kauf von teuren Amateurbootlegs erspart blieb. Nebeneffekt: Pearl Jam schaffte es, mit fünf Alben gleichzeitig in den Charts zu stehen. Die Tournee glich zunächst einem Triumphzug, man füllte die größten Hallen und spielte bei den großen Festivals als Headliner. Doch am Ende stand am 30. Juni 2000 eine der größten Katastrophen der Rockgeschichte: Beim Roskilde-Festival in Dänemark kam es zu einem Massensturz, bedingt durch die große Euphorie und verursacht durch den durchnässten Boden. Dabei wurden neun Fans zu Tode gequetscht, der Rest der Tour wurde abgesagt. Um das schreckliche Erlebnis zu verarbeiten, schrieb die Band den Song Love Boat Captain, der sich auf dem im Jahr 2002 erschienenen Album Riot Act befindet. Sechs Jahre lang traten Pearl Jam auf keinen Festivals auf, erst 2006 kehrten sie auf die Open-Air-Bühne zurück, auf dem Reading Festival.
Im Herbst 2000 spielten Pearl Jam wieder in den USA, und auch diese Tournee wurde ein Riesenerfolg. Ein Jahr später erschien, als Dokument dieser Tour, die DVD Touring Band 2000, ein Zusammenschnitt mit den besten Songs der Tour.
Das Album Riot Act, am 12. November 2002 veröffentlicht, arbeitete den bluesigen Ansatz ihrer Musik wieder mehr heraus; das sperrige Material geizte mit Schlüsselreizen, und die Qualität offenbarte sich erst nach mehrfachem Hören. Die Kritiken waren überwiegend positiv.
Die anschließende Tour durch Australien, Japan und die USA zementierte dann allerdings Pearl Jams Ruf als eine der damals besten Livebands. Wieder wurden sämtliche Konzerte zu einem günstigen Preis vom Fanclub angeboten. Im Anschluss an die Tour wurde das erste von zwei Konzerten aus dem Madison Square Garden in New York unter dem Namen Live at the Garden als DVD veröffentlicht.
Ende 2003 erschien die umfangreiche Raritätensammlung Lost Dogs und ein Jahr später, im November 2004, das erste Greatest Hits-Album unter dem Titel Rearviewmirror (1991–2003). Damit erfüllten Pearl Jam ihren Vertrag mit dem Sony-Label. Anfang 2004 erhielten sie eine Golden-Globe-Nominierung für ihren Beitrag zum Big-Fish-Soundtrack zu Man of the Hour. Kurz vor der US-Präsidentschaftswahl 2004 war Pearl Jam einer der Initiatoren der Vote-for-Change-Tour (Bruce Springsteen, R.E.M., Dixie Chicks u. v. a.), deren Ziel es war, möglichst viele Menschen zu motivieren, zur Wahl zu gehen und gegen George W. Bush zu stimmen.
Vier Jahre nach dem Studioalbum Riot Act erschien im Jahr 2006 ein wieder etwas „rockigerer“ Longplayer. Das Pearl Jam betitelte Album wurde über das jüngst fusionierte Majorlabel Sony/BMG bei J Records veröffentlicht. Eine große Welttournee führte die Band nach sechs Jahren im August und September 2006 und Juni 2007 wieder nach Europa. Pearl Jam veröffentlichte 2006 das Musikvideo Life Wasted als erste Band einer großen Plattenfirma unter der Creative Commons Lizenz.
Im September 2007 veröffentlichte Vedder die musikalische Untermalung des unter der Regie von Sean Penn entstandenen Films Into the Wild.

### Reissues und der Vertrieb ohne Plattenfirma
Anlässlich des nahenden 20-jährigen Bandbestehens im Jahre 2011 begann die Band am 24. März 2009 mit der Wiederveröffentlichung des gesamten Back-Kataloges. Den Anfang machte an diesem Tag das Debütalbum Ten. In verschiedenen Ausführungen konnte nun das Album mit einer Vielzahl an Extras, Bonusmaterial und einer Neuabmischung durch Brendan O’Brien erworben werden.
Als ersten Vorgeschmack des Albums Backspacer spielten Pearl Jam den Song Got Some am 1. Juli 2009 in der Pilotsendung der The Tonight Show with Conan O’Brien. Es folgte die erste Single-Auskopplung The Fixer, bevor das Album im September 2009 erschien. Es verkaufte sich international sehr gut und erreicht als erstes Pearl-Jam-Album nach mehreren Jahren wieder die Spitze der US-Charts. Jedoch wurde der Vertrag mit J Records im Anschluss nicht verlängert. Zukünftige Veröffentlichungen sollten in den Vereinigten Staaten über den Fanclub, iTunes, diverse Supermärkte und Independent-Läden, sowie im Rest der Welt über die Universal Music Group vertrieben werden.
Im Jahr 2011 erschien mit Pearl Jam Twenty ein eigener Pearl-Jam-Film, für den Regisseur Cameron Crowe Filmmaterial von über 700 Stunden Spielzeit sichtete. Dieser sollte das Schaffen der Band in den vergangenen beiden Dekaden zeigen und vor allem einiges an Tour-Material mit aufnehmen, das in den letzten Jahren entstanden war.

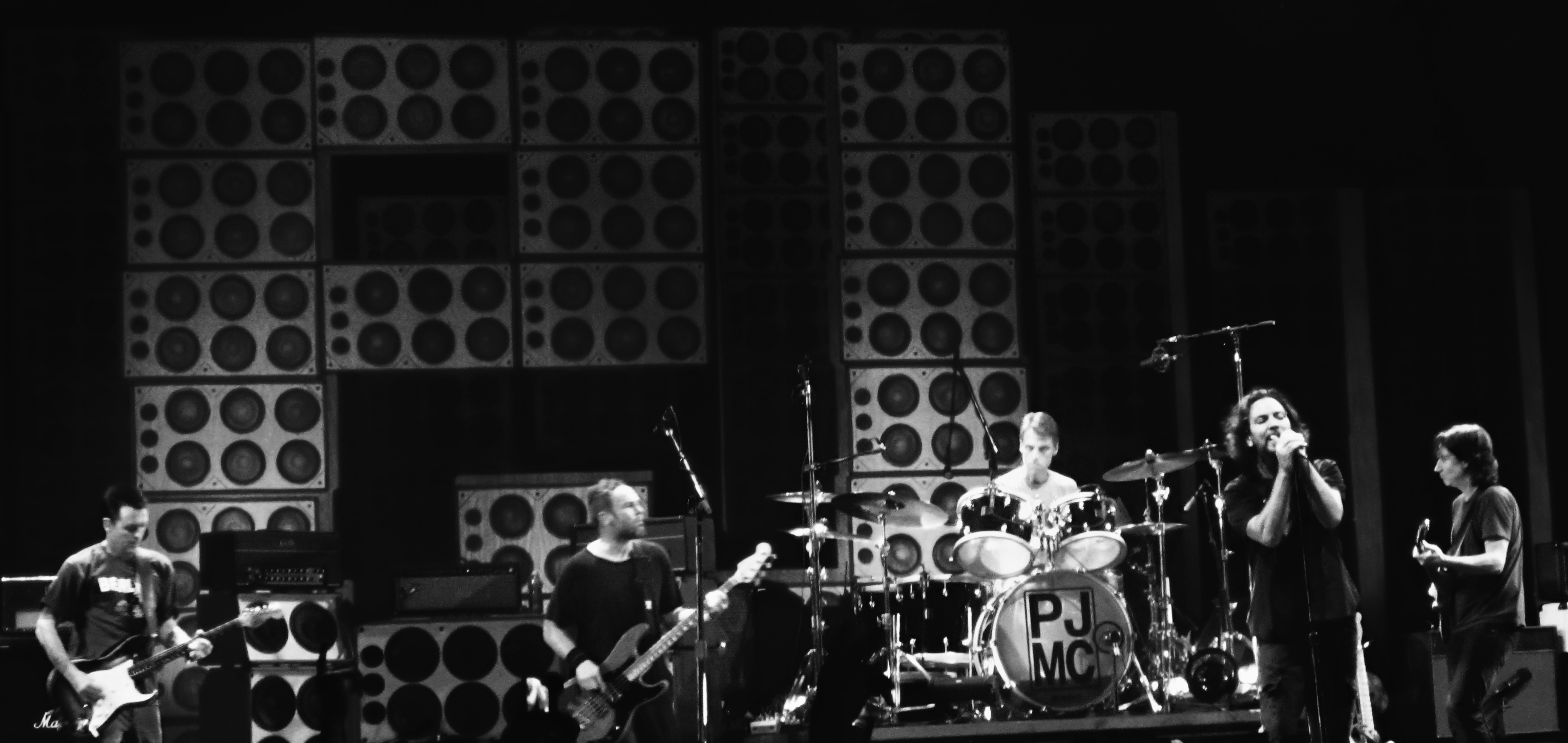
Pearl Jam (2012)

Im Jahr 2012 ging die Band auf Europa-Tour. Neben Konzerten in England, den Niederlanden, Belgien, Frankreich, Schweden, Norwegen und Dänemark fanden im Juli 2012 auch zwei Konzerte in Berlin statt. Im Folgejahr trat die Band vornehmlich in Südamerika auf. Am 15. Oktober 2013 erschien mit Lightning Bolt ein neues Album. Dazu wurde bereits im Juli die Single Mind Your Manners auf die Homepage gestellt. Zwei weitere Songs des Albums, nämlich Lightning Bolt und Future Days wurden am 19. Juli 2013 erstmals im Wrigley Field in Chicago aufgeführt.
Im Dezember 2016 wurde Pearl Jam mit der Aufnahme in die Rock and Roll Hall of Fame geehrt. Die offizielle Veranstaltung hierzu fand am 7. April 2017 statt. Die Laudatio in der Zeremonie sollte eigentlich von Neil Young gehalten werden, wohl auch in Anlehnung daran, dass Eddie Vedder selbst 1995 die Laudatio für Neil Young gehalten hatte. Aufgrund einer kurzfristigen Erkrankung von Young sprang dann aber David Letterman ein, ebenfalls ein langjähriger Freund von Eddie Vedder. An diesem Abend spielte die Band den Song Alive nicht mit Matt Cameron, sondern mit Dave Krusen an den Drums.
Im Vorfeld eines Konzerts, das am 13. August 2018 in Missoula stattfand, veröffentlichte die Band ein Plakat, auf dem der damalige US-Präsident Donald Trump als Leiche vor dem brennenden White House zu sehen war. Dieses Plakat sorgte für breite Proteste unter den Anhängern von Donald Trump und verschiedenen republikanischen Politikern.

### Die ersten Veröffentlichungen nach 2013
Im März 2018 veröffentlichten die Musiker dann die Single Can't Deny Me, den ersten neuen Song seit 2013, und kündigten für 2019 ein neues Studioalbum an. Später wurde der Veröffentlichungstermin auf den 27. März 2020 verschoben. Die 2018 veröffentlichte Single Can't Deny Me war, entgegen der ursprünglichen Ankündigung, dann aber doch nicht mehr auf Gigaton vertreten. Die Songs des Albums thematisieren insbesondere den zerstörerischen Umgang der Menschheit mit der Natur. Dance of the Clairvoyants, die erste Single des Albums, erschien im Januar 2020.
Im Februar 2024 veröffentlichte die Band dann mit Dark Matter die erste Single des gleichnamigen Albums, das am 19. April desselben Jahres erschien. Die Songs für das Album waren 2023 innerhalb weniger Wochen im Shangri-La-Studio im kalifornischen Malibu entstanden. Produzent des Albums ist Andrew Watt. Außerdem kündigte die Band eine Welttournee mit dem Namen The Dark Matter World Tour, die im Mai starten soll. Nachdem Eddie Vedder bereits beim Konzert in Manchester mit Stimmproblemen zu kämpfen hatte, wurden die beiden Auftritte in Deutschland (2./3. Juli 2024) abgesagt. Einen Ersatztermin gab es nicht.
Am 7. Juli 2025 erklärte Matt Cameron nach 27 Jahren seinen Rückzug aus der Band.

## Kampagnen und Engagement
Pearl Jam setzt sich für verschiedene soziale und politische Themen ein. Dazu gehört insbesondere die Aufklärung über die Crohn-Krankheit, unter der Gitarrist Mike McCready leidet, Kritik am US-Monopolisten Ticketmaster sowie Umwelt- und Tierschutz. Dabei tritt Vedder als Sprecher der Band auf. Publiziert werden diese Themen auf der Internetseite der Band, wo auch weiterführende Links angegeben sind.
Die Band ist Mitglied bei einer Reihe von Pro-Choice-Organisationen, beispielsweise Choice USA und Voters for Choice. 1992 veröffentlichte das Magazin Spin einen Artikel, in dem Vedder seine Ansichten über die Abtreibung detailliert erläutert. Bei einem MTV-Unplugged-Konzert im selben Jahr stand Vedder während des Songs Porch auf einem Hocker und schrieb als Geste des Protests „Pro-Choice!“ auf seinen Arm.
Vedder befürwortete außerdem die Entlassung der West Memphis 3. Einer der drei mutmaßlichen Kindermörder trug einen Teil zum Lied Army Reserve vom Album Pearl Jam bei.
2003 wurde bekannt, dass Pearl Jam in Madagaskar ein Stück tropischen Regenwald gekauft hat. Mit dem Kauf bzw. mit der Erhaltung dieses Regenwaldes will die Band Umweltschäden ihrer Tourneen kompensieren. Berechnungen zufolge verringert sich durch dieses Engagement ihr CO2-Fußabdruck um 140 Millionen Tonnen Kohlendioxid. Seit 2003 hat sich die Band freiwillig eine Kohlenstoffsteuer auferlegt und einen Teil der Tourneegewinne an Umweltschutzorganisationen gespendet. Zusammen mit der Quinault Indian Nation und den Tulalip im Bundesstaat Washington kämpft die Band auch für eine ländliche und klimagerechte Wirtschaft in ihrem Heimatstaat Washington.
Als Mitglieder von Rock the Vote und Vote for Change hat die Band die Registrierung und Teilnahme an Kongresswahlen in den Vereinigten Staaten unterstützt. Kurz vor der US-Präsidentschaftswahl 2004 war Pearl Jam einer der Initiatoren der Vote-For-Change-Tour, an der auch Bruce Springsteen, R.E.M., Dixie Chicks und andere beteiligt waren. Deren Ziel war es, möglichst viele Menschen zu motivieren, zur Wahl zu gehen und gegen George W. Bush zu stimmen. Vedder unterstützte den Präsidentschaftskandidaten Ralph Nader im Jahr 2000. Ferner spielte Pearl Jam einige Konzerte auf der Vote-for-Change-Tournee im Oktober 2004, um den Kandidaten John Kerry für das Präsidentenamt zu unterstützen. In einem Beitrag über die Künstler bei der Vote-for-Change-Tournee in der Musikzeitschrift Rolling Stone erklärte Vedder, dass er Nader 2000 als unabhängigen Kandidaten unterstützte, es aber aufgrund schwieriger Zeiten an der Zeit für eine neue Regierung sei.
Vedder und McCready beteiligten sich am 21. September 2001 am Benefizkonzert America: A Tribute to Heroes zugunsten der Opfer der Terroranschläge vom 11. September 2001 in den USA. Bei ihrem Auftritt spielten sie den Song Long Road von der EP Merking Ball. Dabei wurden sie von Neil Young begleitet.
Vedder kommentiert für gewöhnlich zwischen den Liedern politische Themen, um unter anderem die Außenwirtschaft der USA zu kritisieren. In mehreren seiner Lieder übte er öffentlich Kritik an der Bush-Regierung, beispielsweise Bu$hleaguer und World Wide Suicide. Auf dem Lollapalooza-Festival 2007 sprach sich Vedder gegen das Einleiten von Abwasser in den Michigansee durch BP Amoco aus; dabei wurde die Band von den Kriegsveteranen Tomas Young und Ben Harper bei den Liedern No More und Rockin in the Free World musikalisch begleitet. Am Ende des Liedes Daughter zur Musik von Another brick in the Wall von Pink Floyd singt Vedder: „George Bush leave this world alone / George Bush find another home.“ Der Sponsor AT&T beschnitt das Lied im Webcast. Später entschuldigte sich AT&T und machte den Vertragspartner Davie Brown Entertainment für den Schnittfehler verantwortlich. Der gesamte Webcast soll nun über Fanseiten abrufbar werden.
2015 spendete die Band 100.000 US-Dollar für Opfer einer giftigen Schlammlawine in Brasilien.
Für das Video zum Song Retrograde konnte Pearl Jam 2020 Greta Thunberg gewinnen. Sie spielt in dem Video, in dem es auch um die Zerstörung der Umwelt geht, die Rolle als Wahrsagerin, die in ihrer Glaskugel Naturkatastrophen sieht.
Pearl Jam trat auf zahlreichen Benefizkonzerten auf. Beispielsweise bildete die Band 2001 den Höhepunkt auf einem Konzert im Kampf gegen den Welthunger in Seattle, welches von den Vereinten Nationen initiiert wurde. Die Band gab auf ihrer Tour 2005 ein zusätzliches Konzert zur Unterstützung der Opfer des Hurrikans Katrina; die Erlöse gingen an das amerikanische Red Cross, das Habitat for Humanity und die Jazz Foundation of America.
Eddie Vedder und Pearl Jam engagieren sich darüber hinaus auch innerhalb der Bewegung Global-Citizen.

## Trivia
Drei der Bandmitglieder (Eddie Vedder, Jeff Ament und Stone Gossard) spielen in Cameron Crowes Film „Singles“ aus dem Jahr 1992, für den auch zwei Titel zum Soundtrack beigesteuert wurden, als Mitglieder der Filmband „Citizen Dick“ mit.
Eddie Vedder kletterte insbesondere in den frühen Jahren der Bandgeschichte häufig die Stahlträger der Bühne hoch. Hin und wieder sprang er anschließend auch ins Publikum (sog. „Stagediving“) und ließ sich von ihm tragen („Crowdsurfing“).
Am 9. April 1994 empfing der damalige US-Präsident Bill Clinton Pearl Jam im Oval Office des Weißen Hauses.
1995 wurde Eddie Vedder beim Surfen an der australischen Küste abgetrieben und musste gerettet werden.
Schlagzeuger Matt Cameron (seit 1998) war gleichzeitig Mitglied in zwei berühmten Grungebands: Als sich seine alte Band Soundgarden 2010 nach 13 Jahren wiedervereinigte, war auch Cameron mit von der Partie, stieg aber bei Pearl Jam nicht aus, sondern stand bis zum Ende von Soundgarden, bedingt durch den Tod Chris Cornells, beiden Gruppen zur Verfügung.

## Diskografie
Studioalben

| Jahr | Titel Musiklabel                          | Höchstplatzierung, Gesamtwochen, AuszeichnungChartplatzierungen (Jahr, Titel, Musiklabel, Platzierungen, Wochen, Auszeichnungen, Anmerkungen) | Höchstplatzierung, Gesamtwochen, AuszeichnungChartplatzierungen (Jahr, Titel, Musiklabel, Platzierungen, Wochen, Auszeichnungen, Anmerkungen) | Höchstplatzierung, Gesamtwochen, AuszeichnungChartplatzierungen (Jahr, Titel, Musiklabel, Platzierungen, Wochen, Auszeichnungen, Anmerkungen) | Höchstplatzierung, Gesamtwochen, AuszeichnungChartplatzierungen (Jahr, Titel, Musiklabel, Platzierungen, Wochen, Auszeichnungen, Anmerkungen) | Höchstplatzierung, Gesamtwochen, AuszeichnungChartplatzierungen (Jahr, Titel, Musiklabel, Platzierungen, Wochen, Auszeichnungen, Anmerkungen) | Anmerkungen                                                   |
| Jahr | Titel Musiklabel                          | DE | AT | CH | UK | US | Anmerkungen                                                   |
| ---- | ----------------------------------------- | --- | --- | --- | --- | --- | ------------------------------------------------------------- |
| 1991 | Ten Epic Records (Sony)                   | DE15 Gold · (46 Wo.)DE | AT31 (4 Wo.)AT | CH67 Gold · (1 Wo.)CH | UK18 ×2Doppelplatin · (70 Wo.)UK | US2 ×3Diamant + Dreifachplatin · (264 Wo.)US                                                                                                  | Erstveröffentlichung: 27. August 1991 Verkäufe: + 15.597.500  |
| 1993 | Vs. Epic Records (Sony)                   | DE8 (24 Wo.)DE | AT7 (18 Wo.)AT | CH9 (18 Wo.)CH | UK2 Gold · (24 Wo.)UK | US1 ×7Siebenfachplatin · (68 Wo.)US | Erstveröffentlichung: 11. Oktober 1993 Verkäufe: + 8.270.000  |
| 1994 | Vitalogy Epic Records (Sony)              | DE8 (20 Wo.)DE | AT7 (13 Wo.)AT | CH17 (12 Wo.)CH | UK4 Gold · (11 Wo.)UK | US1 ×5Fünffachplatin · (55 Wo.)US | Erstveröffentlichung: 22. November 1994 Verkäufe: + 5.930.000 |
| 1996 | No Code Epic Records (Sony)               | DE6 (13 Wo.)DE | AT3 (12 Wo.)AT | CH13 (10 Wo.)CH | UK3 Gold · (5 Wo.)UK | US1 Platin · (24 Wo.)US | Erstveröffentlichung: 22. August 1996 Verkäufe: + 1.545.000   |
| 1998 | Yield Epic Records (Sony)                 | DE4 (14 Wo.)DE | AT4 (13 Wo.)AT | CH6 (12 Wo.)CH | UK7 Gold · (7 Wo.)UK | US2 Platin · (37 Wo.)US | Erstveröffentlichung: 3. Februar 1998 Verkäufe: + 1.875.000   |
| 2000 | Binaural Epic Records (Sony)              | DE4 (12 Wo.)DE | AT8 (12 Wo.)AT | CH8 (11 Wo.)CH | UK5 Silber · (4 Wo.)UK | US2 Gold · (17 Wo.)US | Erstveröffentlichung: 16. Mai 2000 Verkäufe: + 770.000        |
| 2002 | Riot Act Epic Records (Sony)              | DE13 (6 Wo.)DE | AT24 (4 Wo.)AT | CH13 (9 Wo.)CH | UK34 Silber · (2 Wo.)UK | US5 Gold · (14 Wo.)US | Erstveröffentlichung: 12. November 2002 Verkäufe: + 745.000   |
| 2006 | Pearl Jam J Records (Sony BMG)            | DE4 (8 Wo.)DE | AT3 (8 Wo.)AT | CH2 (9 Wo.)CH | UK5 Silber · (4 Wo.)UK | US2 Gold · (17 Wo.)US | Erstveröffentlichung: 2. Mai 2006 Verkäufe: + 785.000         |
| 2009 | Backspacer Monkeywrench Records (UMG)     | DE3 (8 Wo.)DE | AT3 (7 Wo.)AT | CH5 (8 Wo.)CH | UK9 Silber · (3 Wo.)UK | US1 Gold · (32 Wo.)US | Erstveröffentlichung: 18. September 2009 Verkäufe: + 787.500  |
| 2013 | Lightning Bolt Monkeywrench Records (UMG) | DE4 (11 Wo.)DE | AT3 (10 Wo.)AT | CH2 (13 Wo.)CH | UK2 Silber · (4 Wo.)UK | US1 (16 Wo.)US | Erstveröffentlichung: 15. Oktober 2013 Verkäufe: + 315.000    |
| 2020 | Gigaton Monkeywrench Records (UMG)        | DE3 (10 Wo.)DE | AT1 (8 Wo.)AT | CH2 (12 Wo.)CH | UK6 (2 Wo.)UK | US5 (2 Wo.)US | Erstveröffentlichung: 27. März 2020                           |
| 2024 | Dark Matter Monkeywrench Records (UMG)    | DE2 (5 Wo.)DE | AT2 (4 Wo.)AT | CH2 (5 Wo.)CH | UK2 (1 Wo.)UK | US5 (2 Wo.)US | Erstveröffentlichung: 19. April 2024                          |

## Auszeichnungen
- American Music Awards
  - 1993: in der Kategorie „Favorite Pop/Rock New Artist“
  - 1993: in der Kategorie „Favorite New Heavy Metal/Hard Rock Artist“
  - 1996: in der Kategorie „Favorite Alternative Artist“
  - 1996: in der Kategorie „Favorite Heavy Metal/Hard Rock Artist“
  - 1999: in der Kategorie „Favorite Alternative Artist“

- Esky Music Awards
  - 2006: in der Kategorie „Best Live Act“
- Grammys
  - 1996: in der Kategorie „Best Hard Rock Performance“ (Spin the Black Circle)
  - 2015: in der Kategorie „Best Recording Package“ für das Album Lightning Bolt

- MTV Video Music Awards
  - 1993: in der Kategorie „Video of the Year“ (Jeremy)
  - 1993: in der Kategorie „Best Group Video“ (Jeremy)
  - 1993: in der Kategorie „Best Metal/Hard Rock Video“ (Jeremy)
  - 1993: in der Kategorie „Best Direction“ (Jeremy)